# غون يونسون
غون يونسون (بالسويدية: Gun Jönsson)‏ هي مخرجة وممثلة سويدية، ولدت في 13 ديسمبر 1929 في فيتلاندة ‏ في السويد. من الجوائز التي نالتها ميدالية الآداب والفنون ‏ سنة 2007.

## جوائز
- ميدالية الآداب والفنون [الإنجليزية]‏ (2007)

## وصلات خارجية
- غون يونسون على موقع IMDb (الإنجليزية)
- غون يونسون على موقع قاعدة بيانات الأفلام السويدية (السويدية)
- غون يونسون على موقع قاعدة بيانات الفيلم (الإنجليزية)